# Aristodemo Costoli

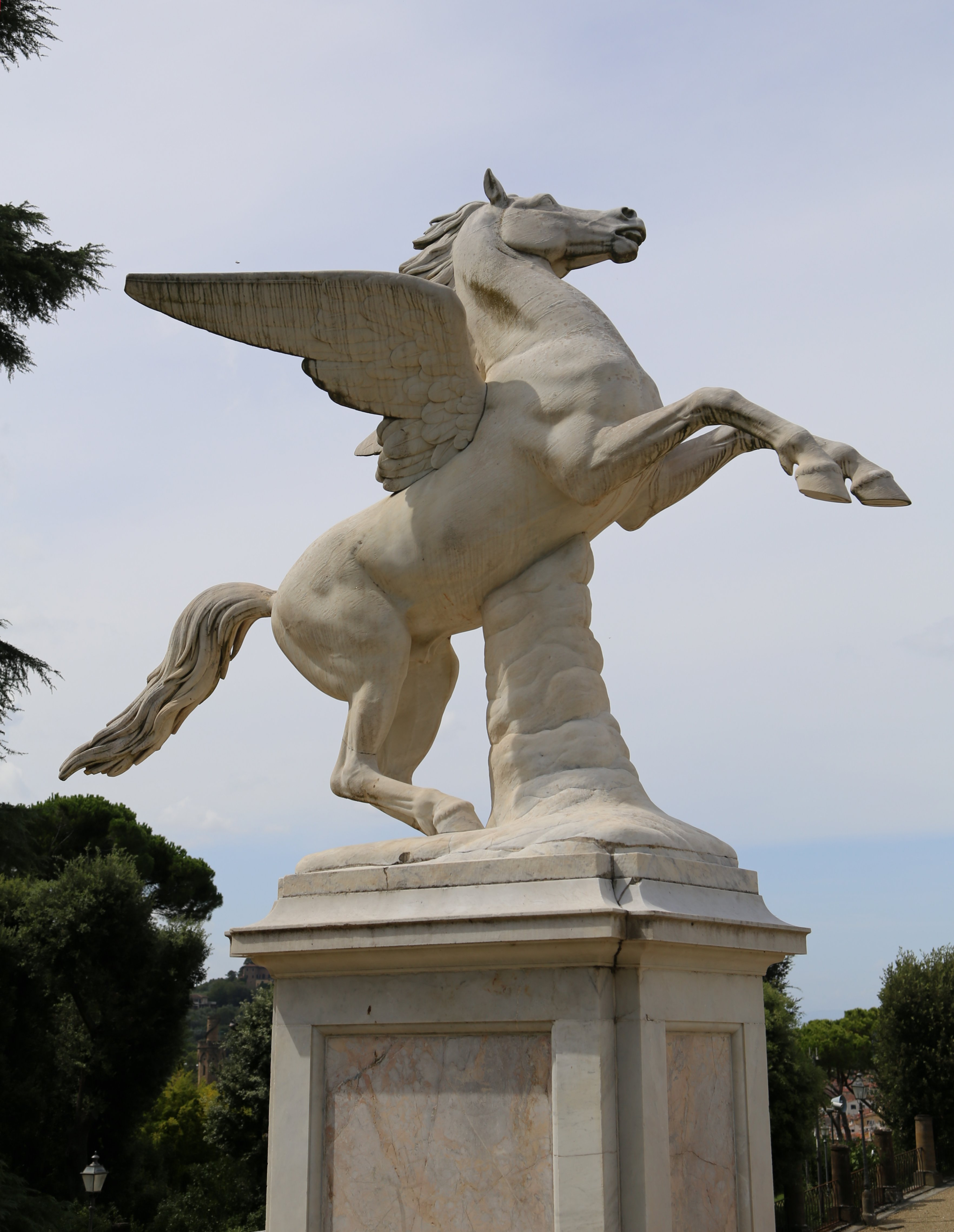
Pegasus

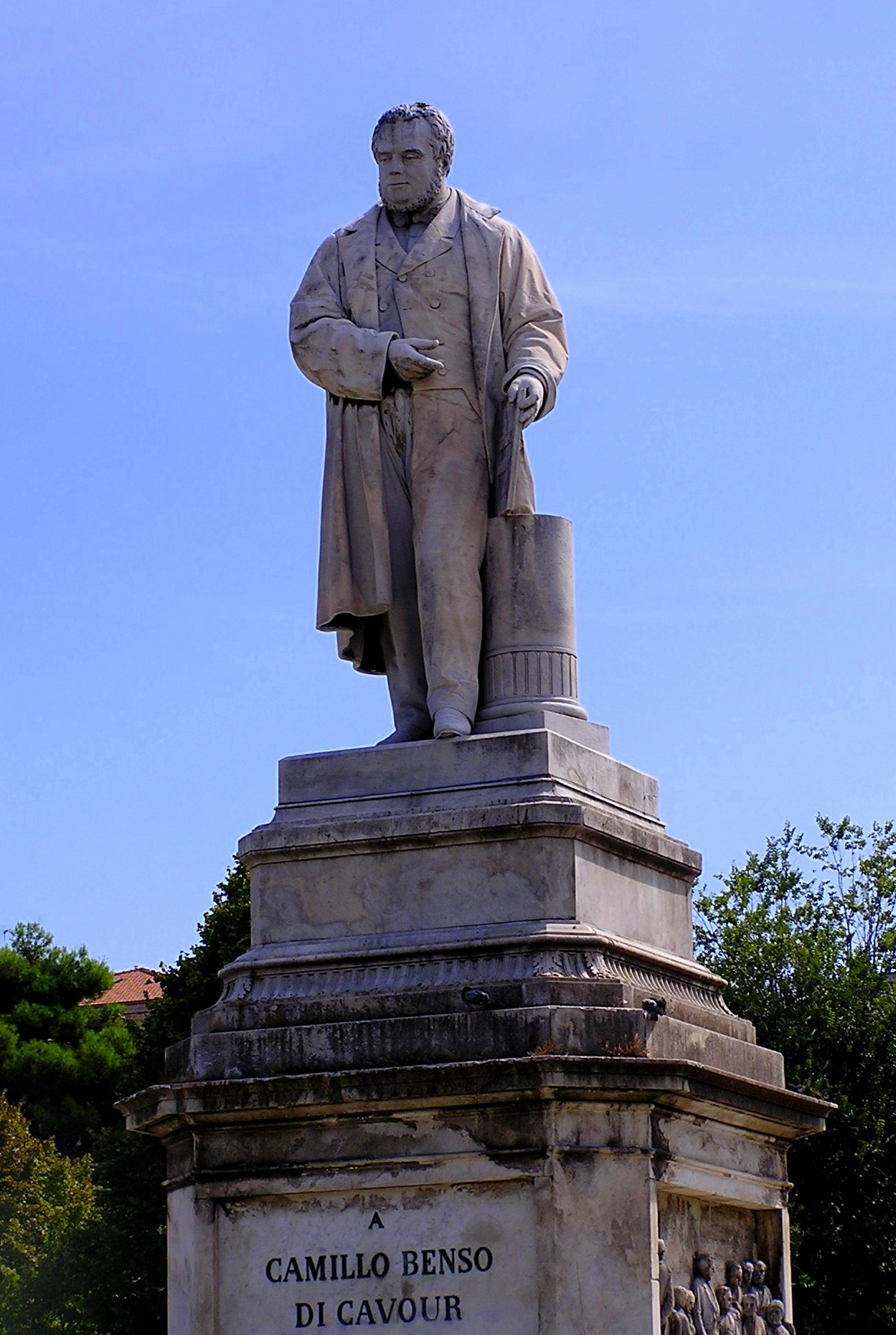
Cavour-Denkmal in Ancona

Aristodemo Costoli (* 6. Juli 1803 in Florenz; † 22. Juni 1871 ebenda) war ein italienischer Bildhauer und Maler.

## Leben und Werke
Aristodemo Costoli war ein Sohn des Malers Francesco Costoli und seiner Ehefrau Anna Masoni.
Er studierte an der Florentiner Akademie unter P. Ermini, G. Bezzuoli und P. Benvenuti. 1824 stellte er ein Relief mit dem Titel Paris in der Akademie aus. Danach erhielt er ein vierjähriges Stipendium, mit dem er in Rom seine Ausbildung fortsetzen konnte. In Rom entstanden seine Statuen Sterbender Menoikeus und Jeremias der Prophet. Der Sterbende Menoikeus, 1830 geschaffen, wurde 1867 in Paris ausgestellt.
Nach seiner Rückkehr nach Florenz wurde er Hilfslehrer an der Akademie. Nachdem Lorenzo Bartolini 1850 gestorben war, trat er an dessen Stelle. In Florenz schuf er 1841 einen Pegasus, der in den Giardini di Boboli aufgestellt wurde, ferner 1842 eine Statue des Galileo Galilei für das naturhistorische Museum, die er später ein zweites Mal herstellte, damit sie in den Kolonnaden der Uffizien aufgestellt werden konnte.
1843 war er mit der Säuberung und Restaurierung des David von Michelangelo beschäftigt, dessen kleine Zehe des rechten Fußes er rekonstruierte. Seine Reinigungsversuche griffen allerdings den Marmor der Figur ernsthaft an.
1845 wurde Ein Gladiator in der Royal Academy in London ausgestellt. Der erste Schmerz war eine Arbeit, die sich an Bartolinis Gottvertrauen anlehnte. Die Allegorie der Prudentia, eine Sockelfigur des Kolumbusmonuments in Genua, stammt ebenso von Costolis Hand wie das Relief Columbus in Amerika an Land gehend, das ebenfalls zu diesem Denkmal gehört. Sein Entwurf eines Columbusdenkmals wurde sowohl in Bronze als auch in Marmor ausgeführt; ein Bronzeabguss gelangte in den Palazzo Pitti, während größere Versionen aus Marmor in die USA geliefert wurden. Costoli war auch der Schöpfer des Cavour-Denkmals in Ancona und diverser Büsten: In der Kathedrale von Volterra befindet sich seine Büste des Erzbischofs Incontri. Den König Viktor Emanuel verewigte er in einer Kolossalstatue.
Er schuf auch etliche Grabdenkmäler, so z. B. eines für den Grafen Gherardesca und eines für den Senator Potenani, die im Kreuzgang von Santa Croce aufgestellt wurden. Das Grabmal für die Fürstin Kotschubey wurde nach St. Petersburg geliefert.
Costolis Selbstporträt befindet sich in den Uffizien.
Mit seiner Frau Lorenza Martini bekam er 1847 den Sohn Leopoldo, der ebenfalls die Künstlerlaufbahn einschlug.